# 偽性クッシング症候群
偽性クッシング症候群（ぎせいクッシングしょうこうぐん）とは、アルコール多飲やうつ状態において、クッシング症候群類似の症状を認める疾患群のこと。

## 機序
アルコール摂取により副腎皮質刺激ホルモン放出ホルモン（corticotropin-releasing hormone：CRH）の過剰分泌がみられるのと同時に、下垂体のネガティブ・フィードバック機構の反応性低下による視床下部-下垂体-副腎系が出現することが機序と考えられている。

## 症状
クッシング症候群同様の症状がみられる。満月様顔貌、近位筋の筋力低下、中心性肥満、高血圧などがある。

## 治療
禁酒により視床下部-下垂体-副腎系の反応性は正常になり、回復すること、また身体の症状も改善することが知られている。